# Big Thicket Lake Estates
Big Thicket Lake Estates è un census-designated place (CDP) degli Stati Uniti d'America situato tra le contee di Liberty e Polk nello Stato del Texas. La popolazione era di 742 abitanti al censimento del 2010.

## Geografia fisica
Big Thicket Lake Estates è situata a 30°29′15″N 94°46′04″W (30.487388, -94.767885).
Secondo lo United States Census Bureau, il CDP ha una superficie totale di 6,53 km², dei quali 6,05 km² di territorio e 0,48 km² di acque interne (7,37% del totale).

## Società

### Evoluzione demografica
Secondo il censimento del 2010, la popolazione era di 742 abitanti.

### Etnie e minoranze straniere
Secondo il censimento del 2010, la composizione etnica del CDP era formata dal 90,97% di bianchi, lo 0,13% di afroamericani, lo 0,54% di nativi americani, lo 0,54% di asiatici, lo 0% di oceanici, il 4,18% di altre razze, e il 3,64% di due o più etnie. Ispanici o latinos di qualunque razza erano il 7,41% della popolazione.